# Mikhail Tjiaureli
Mikhail Tjiaureli (georgisk: მიხეილ ჭიაურელი, russisk: Михаил Эдишерович Чиаурели født den 6. februar 1894 i Tiflis (Tbilisi) i Det Russiske Kejserrige, død 31. oktober 1974 i Tbilisi i Georgiske SSR i Sovjetunionen) var en georgisk-sovjetisk filminstruktør, skuespiller og manuskriptforfatter.
Han instruerede 25 film mellem 1928 og 1974. Han modtog Stalinprisen fem gange (i 1941, 1943, 1946, 1947 og 1950. og blev suppleant til Den Øverste Sovjet i Sovjetunionen.

## Biografi
Tjiaureli blev uddannet på kunstakademiet i Tiflis (Tbilisi) og arbejdede fra 1915 på teatre i Tiflis, Kutaisi og Batumi som skuespiller, instruktør og kunstner. Fra 1922 til 1924 boede han i Tyskland, hvor han studerede skulptur, hvorefter han fra 1924 til 1926 arbejdede som billedhugger i Tiflis. Fra 1926 til 1928 var han skuespiller og direktør for Arbejderteatret, Det Røde Teater i Proletkult. Fra 1926 til 1941 var han direktør og kunstnerisk leder af det georgiske Teater for musikalsk komedie.
I 1928 blev han direktør for statens filmselskab i Georgien" (efter 1938 Tbilisi Film Studie, i dag "Georgij Film") og fra 1940 kunstnerisk leder af filmstudiet. I 1946-1955 var han direktør for Mosfilm og i 1955-1957 direktør for Sverdlovsk-filmstudiet.

## Filmografi i udvalg
- Den store arv (Клятва, 1946)[4][5]
- Berlins fald (Падение Берлина, 1950)
- Det uforglemmelige år 1919 (Незабываемый 1919 год, 1952)